# Joseph Mostert
Joseph Mostert, né le 26 juin 1912 à Verviers et mort le 28 avril 1967, est un athlète belge, spécialiste du 1 500 mètres.

## Biographie
Aux Championnats d'Europe de 1938, Joseph Mostert remporte la médaille d'argent sur 1 500 mètres, derrière le Britannique Sydney Wooderson.

### Palmarès
| Date | Compétition           | Lieu  | Résultat | Performance  |
| ---- | --------------------- | ----- | -------- | ------------ |
| 1938 | Championnats d'Europe | Paris | 2e       | 3 min 54 s 5 |

### Records
| Épreuve      | Performance  | Lieu | Date |
| ------------ | ------------ | ---- | ---- |
| 1 500 mètres | 3 min 50 s 0 | —    | 1938 |

## Distinctions
- Trophée national du Mérite sportif (1937)[1]